# Steven Gardiner
Pour les articles homonymes, voir Gardiner.
Steven Gardiner (né le 12 septembre 1995 à Moore's Island) est un athlète bahaméen, spécialiste du 400 mètres, champion olympique en 2021 à Tokyo, champion du monde en 2019 à Doha et vice-champion du monde en 2017 à Londres.

## Biographie

### Débuts et médaille de bronze avec le relais 4 x 400 m aux JO de 2016
En 2015, entraîné par George Cleare à l'université de Géorgie, il remporte le 400 mètres du Georgia Tech Invitational en 45 s 24, une performance sous les minima de qualification aux championnats du monde.Il passe pour la première fois sous les 45 secondes le 6 juin, en réalisant 44 s 98 en Floride. Il améliore sa meilleure marque quelques jours plus tard en remportant le meeting d'Oslo en 44 s 64, puis le 27 juin dans le Thomas Robinson Stadium à Nassau pour y établir le nouveau record des Bahamas en 44 s 27, améliorant de 13 centièmes les 44 s 40 de Chris Brown. Avec ses coéquipiers, il remporte la médaille d'argent du relais 4 x 400 m lors des Relais mondiaux de l'IAAF 2015 en 2 min 58 s 91, équipe composée de Ramon Miller, Michael Mathieu, Steven Gardiner et Chris Brown. Aux championnats du monde 2015, à Pékin, il échoue en demi-finale du 400 m en 44 s 98, tandis que le relais est disqualifié en séries.
En 2016, Gardiner remporte la médaille de bronze du relais 4 × 400 m des Jeux olympiques de Rio de Janeiro, aux côtés de Alonzo Russell, Michael Mathieu, et Chris Brown. Il avait auparavant été éliminé en demi-finale du 400 m, son objectif principal, après avoir terminé cinquième en 44 s 72.

### Vice-champion du monde du 400 m (2017)

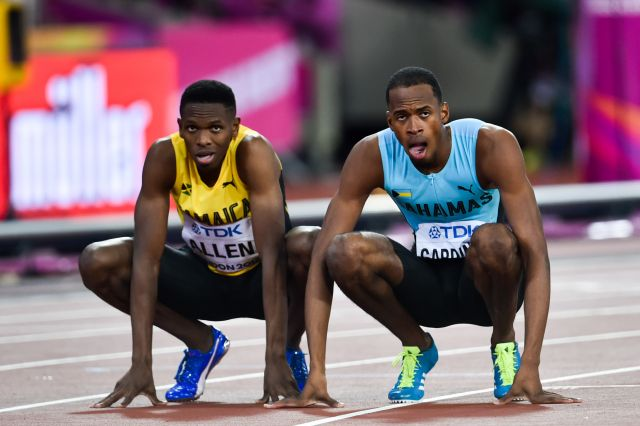
Steven Gardiner (à droite) lors des mondiaux 2017.

Le 8 avril 2017, il améliore son record personnel et national à 44 s 26. Deux semaines plus tard, il participe au relais mixte du 4 x 400 m des championnats du monde des relais où il réalise le très bon temps de 44 s 44 en premier relayeur. Le 5 mai, il s'impose au meeting de Doha en 44 s 60.
Le 6 août, il remporte sa demi-finale des championnats du monde de Londres en établissant un record des Bahamas en 43 s 89. Il devient vice-champion du monde de la discipline deux jours plus tard en 44 s 41, derrière le Sud-Africain Wayde van Niekerk (43 s 98).
Le 4 mai 2018, lors de sa victoire au meeting de Doha, il améliore son propre record des Bahamas en établissant le temps de 43 s 87 avant de confirmer à Shanghai la semaine suivante en 43 s 99, record du meeting. Le 10 juin, lors des Bauhaus-Galan de Stockholm, il se blesse lors du 200 m.

### Champion du monde et champion olympique (2019-2021)
A Doha en 2019, Steven Gardiner est sacré champion du monde dans le temps de 43 s 48, record des Bahamas et personnel, et devient à cette occasion le 6e meilleur performeur de l'histoire de la discipline. Il devance Anthony Zambrano et Fred Kerley.
Le 25 juillet 2020, il court en 19 s 96 sur 200 m lors de son premier meeting de reprise à Clermont en Floride, ce qui constitue son meilleur chrono sur la distance depuis 2018 et la deuxième meilleure performance mondiale de l'année derrière les 19 s 94 de l'Américain Noah Lyles.
Le 5 août 2021, le Bahaméen décroche la médaille d'or du 400 m lors des Jeux olympiques de 2020 à Tokyo. Il s'impose dans le temps de 43 s 85, son meilleur temps de l'année, devant Anthony Zambrano (44 s 08) et l'athlète de la Grenade Kirani James (44 s 19).

### Déconvenues successives (2022-2023)
À la suite de son titre olympique, Gardiner enchaîne les déconvenues lors des grands rendez-vous internationaux. Il doit d'abord déclarer forfait pour les championnats du monde de Eugene en juillet 2022, en raison d'une inflammation à un tendon. En 2023, il réalise la meilleure performance mondiale de l'année avec un chrono en 43 s 74 à Székesfehérvár en juillet, mais il se blesse en demi-finale des Mondiaux de Budapest, alors qu'il était en tête à l'entrée de la dernière ligne droite.
Il est nommé porte-drapeau de la délégation des Bahamas aux Jeux olympiques d'été de 2024 à Paris aux côtés de l'athlète Devynne Charlton.

## Palmarès

### International
| Date | Compétition           | Lieu           | Résultat | Épreuve         | Temps         |
| ---- | --------------------- | -------------- | -------- | --------------- | ------------- |
| 2015 | Relais mondiaux       | Nassau         | 2e       | 4 × 400 m       | 2 min 58 s 91 |
| 2016 | Jeux olympiques       | Rio de Janeiro | 3e       | 4 x 400 m       | 2 min 58 s 49 |
| 2017 | Relais mondiaux       | Nassau         | 1er      | 4 x 400 m mixte | 3 min 14 s 42 |
| 2017 | Championnats du monde | Londres        | 2e       | 400 m           | 44 s 41       |
| 2019 | Championnats du monde | Doha           | 1er      | 400 m           | 43 s 48       |
| 2021 | Jeux olympiques       | Tokyo          | 1er      | 400 m           | 43 s 85       |

### National
- Championnats des Bahamas d'athlétisme :
  - vainqueur du 400 m en 2015, 2016 et 2017, 2019 et 2021

## Records

### Records personnels
| Épreuve      | Temps        | Lieu           | Date            |              |
| En plein air | En plein air | En plein air   | En plein air    | En plein air |
| ------------ | ------------ | -------------- | --------------- | ------------ |
| 200 m        | 19 s 75 (NR) | Coral Gables   | 7 avril 2018    |              |
| 300 m        | 31 s 83      | Alachua        | 5 juillet 2020  |              |
| 400 m        | 43 s 48 (NR) | Doha           | 4 octobre 2019  |              |
| En salle     |              |                |                 |              |
| 200 m        | 20 s 71      | Virginia Beach | 6 février 2021  |              |
| 300 m        | 31 s 56 (WB) | Columbia       | 28 janvier 2022 |              |
| 400 m        | 49 s 63      | Birmingham     | 17 janvier 2015 |              |

### Meilleures performances par année
| Année | Temps   | Date            | Lieu         | Rang mondial |
| ----- | ------- | --------------- | ------------ | ------------ |
| 2013  | N/A     | N/A             | N/A          | N/A          |
| 2014  | 20 s 66 | 5 avril 2014    | Nassau       |              |
| 2015  | 20 s 69 | 3 avril 2015    | Gainesville  |              |
| 2016  | 20 s 63 | 30 avril 2016   | Nassau       |              |
| 2017  | N/A     | N/A             | N/A          | N/A          |
| 2018  | 19 s 75 | 7 avril 2018    | Coral Gables |              |
| 2019  | 20 s 04 | 13 avril 2019   | Coral Gables |              |
| 2020  | 19 s 96 | 25 juillet 2020 | Clermont     |              |
| 2021  | 20 s 24 | 19 mars 2021    | Carolina     |              |
| 2022  | 20 s 28 | 18 mars 2022    | Carolina     |              |
| 2023  | 20 s 14 | 31 mars 2023    | Gainesville  |              |

| Année | Temps   | Date            | Lieu           | Rang mondial |
| ----- | ------- | --------------- | -------------- | ------------ |
| 2013  | 47 s 78 | 22 juin 2013    | Nassau         | -            |
| 2014  | N/A     | N/A             | N/A            | N/A          |
| 2015  | 44 s 27 | 27 juin 2015    | Nassau         | 8            |
| 2016  | 44 s 46 | 25 juin 2016    | Nassau         | 10           |
| 2017  | 43 s 89 | 6 août 2017     | Londres        | 4            |
| 2018  | 43 s 87 | 4 mai 2018      | Doha           | 2            |
| 2019  | 43 s 48 | 4 octobre 2019  | Doha           | 2            |
| 2020  | N/A     | N/A             | N/A            | N/A          |
| 2021  | 43 s 85 | 5 août 2021     | Tokyo          | 1            |
| 2022  | 44 s 20 | 18 juin 2022    | Paris          |              |
| 2023  | 43 s 74 | 18 juillet 2023 | Székesfehérvár |              |